# Elvis (film, 2022)
Az Elvis 2022-ben bemutatott amerikai életrajzi film, amely Elvis Presley életét mutatja be. Világpremierjére 2022. május második felében került sor a 75. cannes-i fesztiválon. A filmet Észak-Amerikában 2022. június 24-én, míg Magyarországon egy nappal korábban mutatták be a mozikban. A világ többi részén június 22-én kezdték vetíteni.
A film címszerepét Austin Butler alakítja. További szereplők még Tom Hanks, Helen Thomson, Richard Roxburgh, Olivia DeJonge, Luke Bracey, Natasha Bassett, David Wenham, Kelvin Harrison Jr., Xavier Samuel valamint Kodi Smit-McPhee.
A film rendezője Baz Luhrmann, forgatókönyvírója Luhrmann mellett Craig Pearce. Producerei Baz Luhrmann, Gail Berman és Catherine Martin, vágója Matt Villa, operatőre pedig Mandy Walker. A film zenéjét Elliott Wheeler szerezte.

## Cselekmény
A történet a legendás amerikai énekes, Elvis Presley (Austin Butler) életét mutatja be Tom Parker ezredes (Tom Hanks) szemszögéből nézve.

## Szereplők
| Szereplő                               | Eredeti hang         | Magyar hang     |
| -------------------------------------- | -------------------- | --------------- |
| Elvis Presley                          | Austin Butler        | Ember Márk      |
| Elvis Presley                          | Chaydon Jay (gyerek) | Vida Bálint     |
| Tom Parker „ezredes”, Elvis menedzsere | Tom Hanks            | Kőszegi Ákos    |
| Priscilla Presley, Elvis felesége      | Olivia DeJonge       | Ágoston Katalin |
| Gladys Presley, Elvis anyja            | Helen Thomson        | Igó Éva         |
| Vernon Presley, Elvis apja             | Richard Roxburgh     | Gáspár Tibor    |
| B. B. King                             | Kelvin Harrison Jr.  | Gacsal Ádám     |
| Scotty Moore                           | Xavier Samuel        | Hajdu Tibor     |
| Hank Snow                              | David Wenham         | Kautzky Armand  |
| Jimmie Rodgers Snow                    | Kodi Smit-McPhee     | Fáncsik Roland  |
| Jerry Schilling                        | Luke Bracey          | Mészáros Béla   |
| Steve Binder                           | Dacre Montgomery     | Böröndi Bence   |
| Tom Diskin, Tom Parker szóvivője       | Tom Diskin           | Dévai Balázs    |
| Little Richard                         | Alton Mason          | N/A             |
| Sister Rosetta Tharpe                  | Yola Quartey         | N/A             |
| Arthur Crudup                          | Gary Clark Jr.       | N/A             |
| Dixie Locke                            | Natasha Bassett      | Csarkó Bettina  |
| Marion Keisker                         | Kate Mulvany         | Mics Ildikó     |
| Sam Phillips                           | Josh McConville      | Holl Nándor     |
| Horace Logan                           | Christopher Sommers  | N/A             |
| James Eastland                         | Nicholas Bell        | Benkő Péter     |
| Bernard Lansky                         | Anthony LaPaglia     | N/A             |
| Bill Black                             | Adam Dunn            | Borbély Richárd |
| Mahalia Jackson                        | Cle Morgan           | Falusi Mariann  |

### Magyar változat
- Magyar szöveg: Tóth Tamás
- Felvevő hangmérnök: Középen Péter
- Vágó: Simkóné Varga Erzsébet
- Gyártásvezető: Fehér József
- Szinkronrendező: Dóczi Orsolya
- Produkciós vezető: Hagen Péter

A szinkront a Mafilm Audio Kft. készítette.

## A film készítése

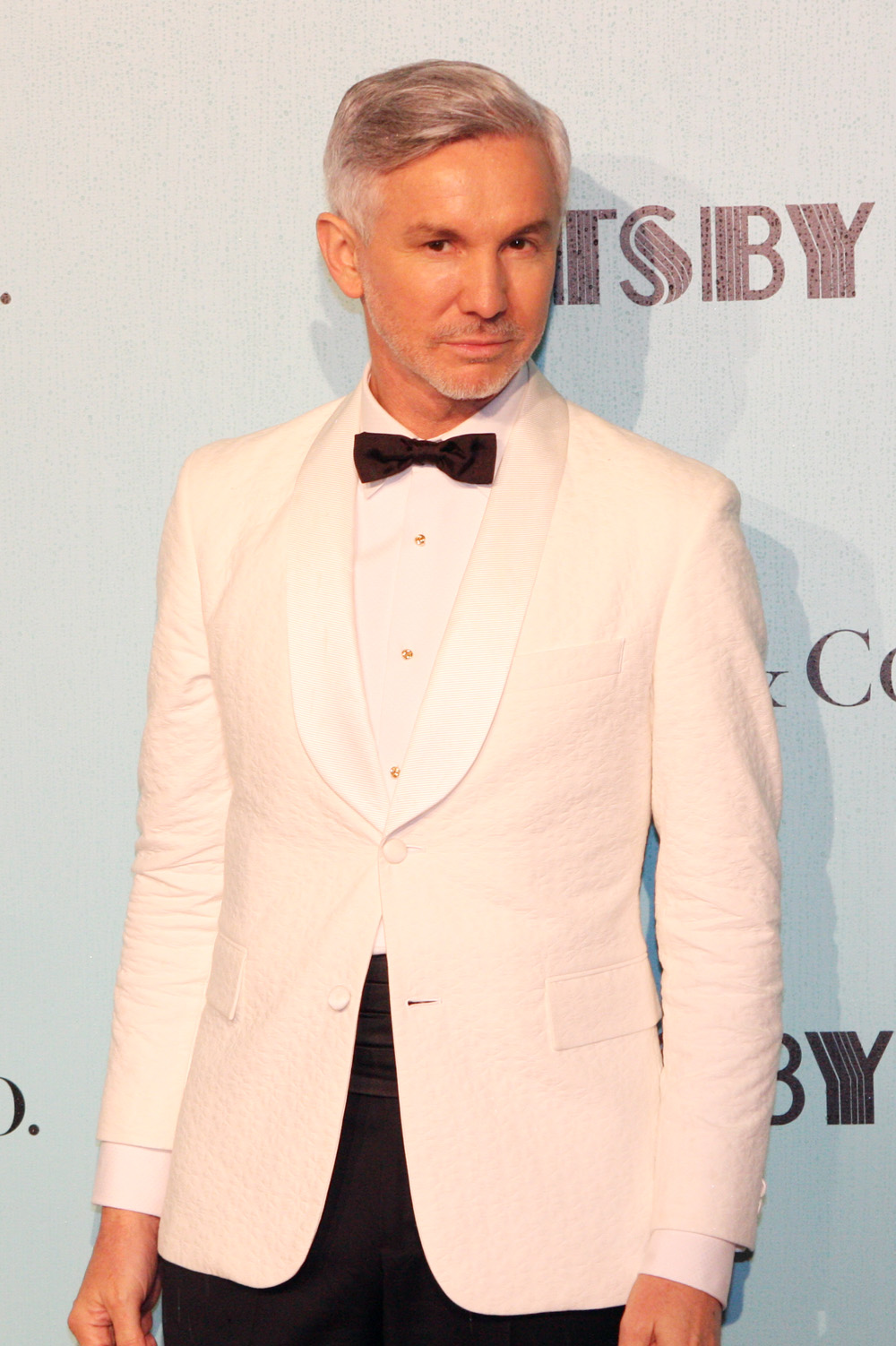
Baz Luhrmann író, rendező és producer

### Előkészítés és szereplőválogatás
A projektet először 2014 áprilisában jelentették be, amikor Baz Luhrmann tárgyalásokat kezdett a film rendezéséről, a forgatókönyvet pedig Kelly Marcel írta.
A filmmel kapcsolatban további fejlemények 2019 márciusáig nem voltak, amikor is Tom Hanks kapta meg Tom Parker ezredes szerepét. Luhrmannt kijelölték rendezőnek és a forgatókönyvírói posztot is Marcel helyett Sam Bromell és Craig Pearce mellett töltötte be. Júliusban Presley szerepére Ansel Elgort, Miles Teller, Austin Butler, Aaron Taylor-Johnson és Harry Styles voltak a befutók, és még abban a hónapban Butler nyerte el a szerepet. Luhrmann az Entertainment Weeklynek adott interjújában elárulta, hogy Denzel Washington színész-rendező felhívta, és Butlert ajánlotta neki. Októberben Olivia DeJonge-ra osztották Priscilla Presley megformálását. Maggie Gyllenhaal és Rufus Sewell 2020 februárjában kapták meg Gladys és Vernon Presley szerepét, Yola pedig Rosetta Tharpe nővért játszhatja el.

### Forgatás
A forgatás 2020. január 28-án kezdődött Ausztráliában. 2020. március 12-én a gyártást leállították, amikor Hanks és felesége, Rita Wilson tesztje pozitív lett a COVID-19 világjárvány ideje alatt. A forgatás szeptember 23-án folytatódott. 2020 szeptemberében Luke Bracey, Richard Roxburgh, Helen Thomson, Dacre Montgomery, Natasha Bassett, Xavier Samuel, Leon Ford, Kate Mulvany, Gareth Davies, Charles Grounds, Josh McConville és Adam Dunn csatlakozott a film szereplőgárdájához. Roxburgh és Thomson Sewell, illetve Gyllenhaal helyét vették át, akiknek a forgatás elhúzódása miatti ütemezési konfliktusok miatt távozniuk kellett. Kelvin Harrison Jr. decemberben jelentette be, hogy B. B. Kinget fogja alakítani. 2021 januárjában bejelentették, hogy Alton Mason fogja alakítani Little Richardot a filmben.

## Megjelenés
Az Elvis a tervek szerint 2022. június 24-én kerül bemutatásra a Warner Bros. Pictures forgalmazásában az Egyesült Államokban. Korábban a tervek szerint 2021. október 1-jén jelent volna meg, majd a COVID-19 világjárvány miatt 2021. november 5-re, később pedig 2022. június 3-ra halasztották. A film nem szerepelt a Warner Bros. Pictures 2020. decemberi bejelentési listáján, amely szerint a teljes 2021-es kínálatát egyidejűleg mutatták be a mozikban és az HBO Maxon, mielőtt a filmet hivatalosan 2022-re halasztották volna. A filmet a mozibemutatót követően 45 nappal az HBO Max csatornán fogják sugározni.